# Dragon City
Dragon City é um jogo eletrônico casual de simulação desenvolvido pela Social Point lançado no Facebook no dia 8 de maio de 2012, para iOS em abril de 2013 e para Android em agosto de 2014. Em dezembro de 2012, o The Next Web publicou um artigo no qual classificava Dragon City em segundo no ranking dos 25 jogos mais bem classificados daquele ano. No jogo, o jogador é incumbido com a tarefa de criar uma cidade de dragões onde criará seus próprios dragões em uma ilha que não é fixada ao chão.
No dia 2 de fevereiro de 2020, a versão para Facebook foi encerrada. Sendo assim, a única forma de jogar pelo computador é baixando na Microsoft Store.